# Камешница (Сјеница)
Камешница је насеље у Србији у општини Сјеница у Златиборском округу. Према попису из 2022. било је 297 становника (према попису из 1991. било је 569 становника).

## Демографија
У насељу Камешница живи 277 пунолетних становника, а просечна старост становништва износи 30,5 година (30,4 код мушкараца и 30,5 код жена). У насељу има 95 домаћинстава, а просечан број чланова по домаћинству је 4,65.
Ово насеље је великим делом насељено Бошњацима (према попису из 2002. године).
|  |

| Демографија | Демографија | Демографија |
| Година      | Становника  | Становника  |
| ----------- | ----------- | ----------- |
| 1948.       | 472         |             |
| 1953.       | 499         |             |
| 1961.       | 542         |             |
| 1971.       | 527         |             |
| 1981.       | 552         |             |
| 1991.       | 569         | 564         |
| 2002.       | 442         | 669         |

| Етнички састав према попису из 2002.‍ | Етнички састав према попису из 2002.‍ | Етнички састав према попису из 2002.‍ | Етнички састав према попису из 2002.‍ | Етнички састав према попису из 2002.‍ |
| ------------------------------------ | ------------------------------------ | ------------------------------------ | ------------------------------------ | ------------------------------------ |
|                                      |                                      |                                      |                                      |                                      |
| Бошњаци                              | Бошњаци                              |                                      | 426                                  | 96,38%                               |
| Муслимани                            | Муслимани                            |                                      | 16                                   | 3,61%                                |
| непознато                            | непознато                            |                                      | 0                                    | 0,0%                                 |

| Година пописа     | 1948. | 1953. | 1961. | 1971. | 1981. | 1991. | 2002. |
| ----------------- | ----- | ----- | ----- | ----- | ----- | ----- | ----- |
| Број домаћинстава | 78    | 77    | 84    | 103   | 85    | 80    | 95    |

| Број чланова      | 1 | 2  | 3  | 4  | 5  | 6 | 7 | 8 | 9 | 10 и више | Просек |
| ----------------- | - | -- | -- | -- | -- | - | - | - | - | --------- | ------ |
| Број домаћинстава | 5 | 12 | 14 | 18 | 19 | 8 | 7 | 7 | 3 | 2         | 4,65   |

| Пол    | Укупно | Неожењен/Неудата | Ожењен/Удата | Удовац/Удовица | Разведен/Разведена | Непознато |
| ------ | ------ | ---------------- | ------------ | -------------- | ------------------ | --------- |
| Мушки  | 151    | 49               | 96           | 6              | 0                  | 0         |
| Женски | 155    | 43               | 96           | 15             | 0                  | 1         |
| УКУПНО | 306    | 92               | 192          | 21             | 0                  | 1         |

| Пол    | Укупно                    | Пољопривреда, лов и шумарство | Рибарство                            | Вађење руде и камена | Прерађивачка индустрија       |
| ------ | ------------------------- | ----------------------------- | ------------------------------------ | -------------------- | ----------------------------- |
| Мушки  | 70                        | 58                            | 0                                    | 0                    | 1                             |
| Женски | 66                        | 65                            | 0                                    | 0                    | 0                             |
| УКУПНО | 136                       | 123                           | 0                                    | 0                    | 1                             |
| Пол    | Производња и снабдевање   | Грађевинарство                | Трговина                             | Хотели и ресторани   | Саобраћај, складиштење и везе |
| Мушки  | 0                         | 1                             | 2                                    | 0                    | 2                             |
| Женски | 0                         | 0                             | 0                                    | 0                    | 0                             |
| УКУПНО | 0                         | 1                             | 2                                    | 0                    | 2                             |
| Пол    | Финансијско посредовање   | Некретнине                    | Државна управа и одбрана             | Образовање           | Здравствени и социјални рад   |
| Мушки  | 0                         | 0                             | 1                                    | 3                    | 0                             |
| Женски | 0                         | 0                             | 0                                    | 1                    | 0                             |
| УКУПНО | 0                         | 0                             | 1                                    | 4                    | 0                             |
| Пол    | Остале услужне активности | Приватна домаћинства          | Екстериторијалне организације и тела | Непознато            | Непознато                     |
| Мушки  | 0                         | 0                             | 0                                    | 2                    | 2                             |
| Женски | 0                         | 0                             | 0                                    | 0                    | 0                             |
| УКУПНО | 0                         | 0                             | 0                                    | 2                    | 2                             |